# Chambourg-sur-Indre
Chambourg-sur-Indre é uma comuna francesa na região administrativa do Centro, no departamento Indre-et-Loire. Estende-se por uma área de 28,42 km². Em 2010 a comuna tinha 1 282 habitantes (densidade: 45,1 hab./km²).